# Vinodol
Vinodol ali Vinodolska dolina je hrvaško geografsko območje v zaledju Crikvenice, obsega pa mesta od Križišća do Novega Vinodolskega, ki so z izjemo Bribirja še od časov slovanske naselitve ohranila slovanska imena. Danes mesteca Drivenik, Tribalj, Grižane-Belgrad in Bribir ležijo v Vinodolski občini, katere središče je Bribir. 
Pomembnejša naselja (gradovi) v Vinodolski dolini:
- Križišće
- Drivenik
- Tribalj
- Grižane-Belgrad
- Bribir
- Novi Vinodolski

## Zgodovina
V 13.stoletju je bila Vinodolska kneževina pomembno središče kvarnerskega primorja. Vinodol omenja že Letopis popa Dukljanina, zatem pa tudi starohrvaški pisni viri.Kralj Andrej II. je leta 1225 področje Vinodola daroval krškemu grofu Vidu Frankopanu. Iz darovnice, ki je bila tedaj izdana s tem namenom, lahko razberemo, da je tedanji Vinodol obsegal večje področje kot zgolj relativno majhno Vinodolsko dolino. S prihodom Frankopanov na mesto vinodolskih gospodov se je v tem delu Kvarnerja pričela utrjevati fevdalna oblast. Tedanje vinodolsko področje je obsegalo mesta Novi, Ledenice, Bribir, Belgrad, Drivenik, Hreljin, Bakar, Trsat in Grobnik. Upravno središče se je nahajalo v Novem  (Vinodolskem), kjer so imeli Frankopani svoj dvor. Na tem dvoru so se leta 1288 sestali poglavarji vinodolskih naselbin in pod predsedstvom kneza Leonarda Frankopana sprejeli Vinodolski zakon, ki je urejal odnose vinodolskih mest z njihovimi fevdnimi gospodi. V tem času je to bil eden redkih zakonov, kjer je prišlo do kompromisa med fevdalnimi interesi in interesi lokalne samouprave.